# Аркадак (станция)
Аркадак — железнодорожная станция Мичуринского региона Юго-Восточной железной дороги, находящаяся в городе Аркадак Саратовской области России.

## Деятельность
На станции осуществляются:
- продажа пассажирских билетов,
- приём и выдача багажа,
- приём и выдача повагонных и мелких отправок грузов (имеются крытые склады и открытые площадки).

## История
Станция Аркадак начала действовать в 1895 году, когда село Аркадак входило в состав Балашовского уезда Саратовской губернии. Проведение железной дороги и открытие станции существенно оживило торгово-транспортное сообщение и значение как самого Аркадака, так и окружающих его в то время поселений, имений и экономий.

## Поезда дальнего следования
По графику 2021 года через станцию курсируют следующие поезда дальнего следования:

### Круглогодичное движение поездов
| № поезда    | Маршрут движения            | № поезда    | Маршрут движения            |
| ----------- | --------------------------- | ----------- | --------------------------- |
| 75 «Таврия» | Омск — Симферополь          | 76 «Таврия» | Симферополь — Омск          |
| 111         | Орск — Кисловодск           | 112         | Кисловодск — Орск           |
| 115         | Томск — Адлер               | 116         | Адлер — Томск               |
| 117         | Самара — Адлер              | 118         | Адлер — Самара              |
| 139         | Барнаул — Адлер             | 140         | Адлер — Барнаул             |
| 309         | Воркута — Адлер             | 310         | Адлер — Воркута             |
| 311         | Воркута — Новороссийск      | 312         | Новороссийск — Воркута      |
| 325         | Пермь — Новороссийск        | 326         | Новороссийск — Пермь        |
| 335         | Екатеринбург — Новороссийск | 336         | Новороссийск — Екатеринбург |
| 343         | Москва — Балашов            | 344         | Балашов — Москва            |

### Сезонное движение поездов
| № поезда | Маршрут движения                   | № поезда | Маршрут движения                   |
| -------- | ---------------------------------- | -------- | ---------------------------------- |
| 203      | Томск — Анапа                      | 204      | Анапа — Томск                      |
| 233      | Екатеринбург — Имеретинский курорт | 234      | Имеретинский курорт — Екатеринбург |
| 289      | Екатеринбург — Анапа               | 290      | -                                  |
| 473      | Самара — Анапа                     | 474      | Анапа — Самара                     |
| 475      | Казань — Имеретинский курорт       | 476      | Имеретинский курорт — Казань       |
| 487      | Самара — Сухум                     | 488      | Сухум — Самара                     |
| 497      | Ижевск — Адлер                     | 498      | Адлер — Ижевск                     |
| 501      | Киров — Анапа                      | 502      | Анапа — Киров                      |
| 507      | Ижевск — Новороссийск              | 508      | Новороссийск — Ижевск              |
| 531      | Киров — Адлер                      | 532      | Адлер — Киров                      |
| 549      | Тольятти — Адлер                   | 550      | Адлер — Тольятти                   |